# 青木英美 (脚本家)
青木英美（あおき えみ）は、日本の脚本家、映画スタッフ、プロデューサー。栃木県出身。

## 略歴
多摩美術大学上野毛校卒業。学生時代から映像作品を制作。 大学卒業後、映像制作会社の制作・AD・脚本AP・プロデューサーなどを務める。 その後、映画・ドラマの企画プロデューサー、アシスタントプロデューサー、プロデューサーを担当。日本シナリオ作家協会会員。「不要了 -プヨラ-」脚本・監督作品）で1994年イメージフォーラムフェスティバル入賞。2006年7月に第7回日本映画エンジェル大賞に入賞。2013年映画「くちづけ」プロデューサー/企画等を担当。

## 作品

### 映画
- 「雪はそれ故に眠られる」（16mm/Color/20 min/脚本・監督作品） 1995年中野武蔵野ホール上映（配給「すべて女の子カントク」プロジェクト）1994年イメージフォーラムフェスティバル入賞。
- 「GUN CRAZY Episode-3 叛逆者の狂詩曲(ラプソディ)」（2003年）共同脚本
- 「恋文日和」助監督 （オムニバス4本・全作品スタッフ参加）
- 「僕の初恋をキミに捧ぐ」2009年10月24日東宝系公開、アシスタントプロデューサー
- 「くちづけ」2013年5月25日公開、プロデューサー/企画等を担当（共同プロデューサー/神康幸、市山竜次：監督　堤幸彦：脚本　宅間孝行）https://eiga.com/movie/77543/
- 「ガールズ・ステップ」2015年9月12日公開、アシスタントプロデューサー　ほかhttps://eiga.com/movie/81460

### ドラマ
- 「真夜中の少女・MAYA」（BS日テレ） 脚本
- 「優しさ便り」（日本テレビ）ショート番組・脚本参加
- 「筑紫哲也&爆笑問題　拝啓ブッシュ大統領閣下!! あなたが絶対語らない10の秘密」（TBSテレビ）
- 「劇団演技者。」（フジテレビ）アシスタントプロデューサー 
  - 「あたらしい生き物」主演:長野博（20th Century）・監督:大根仁
  - 「あの娘ぼくがロングコント決めたらどんな顔するだろう」 主演：町田慎吾・屋良朝幸(当時MA) ・監督：大根仁
  - 「石川県伍参市」主演：櫻井翔(嵐) ・監督：納戸正明
  - 「冬のユリゲラー」主演：今井翼（当時タッキー&翼）・監督：納戸正明
  - 「家が遠い」主演：増田貴久、加藤成亮、草野博紀、手越祐也（NEWS）監督：古厩智之
  - 「ロンリーマイルーム」主演：横山裕(関ジャニ∞)・監督：内田英治
  - 「男の夢」主演:生田斗真（当時ジャニーズJr.）・監督：大根仁
  - 「ナーバスな虫々」主演:佐藤アツヒロ・監督：納戸正明
  - 「レプリカ」主演:坂本昌行（V6）・演出：西川誠也
  - 「さよなら西湖くん」主演:今井翼・演出：窪田崇

・「ある日、アヒルバス」連続ドラマ　主演：藤原紀香、山下健二郎（三代目 j soul brothers https://www.ldh.co.jp/management/jsoulbrothers）、トリンドル玲奈　ほか　2015年

### 舞台・その他
- 「再起動ロッケンロー!!」スタッフ
- 「真崎宗二告別式」プロデューサー
- 「ZASH LIVE」プロデューサー（渋谷Takeoff7＋六本木morph他）